# Nebensonne

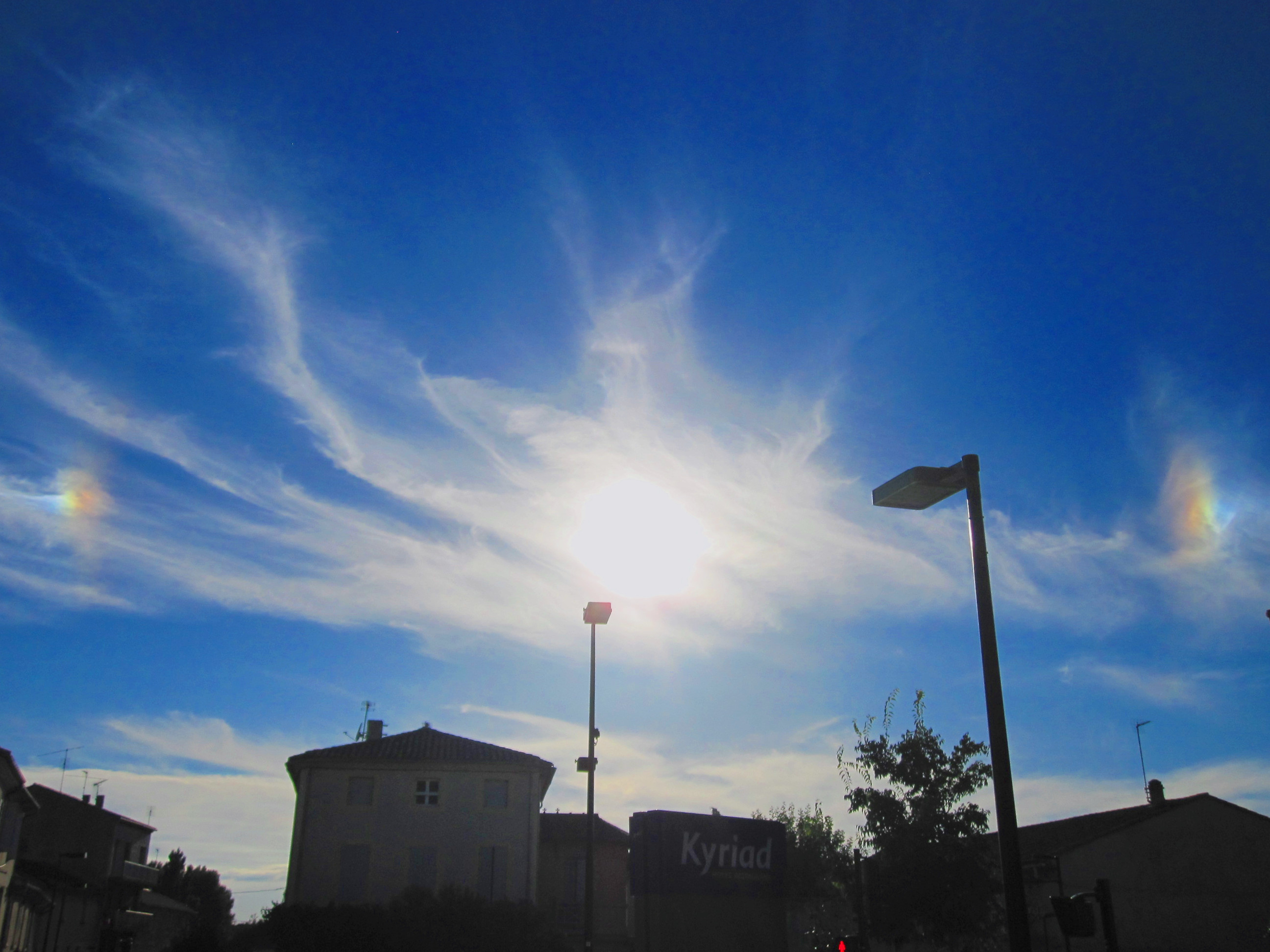
Beidseitige Nebensonnen in Orange (Frankreich), 22. August 2013

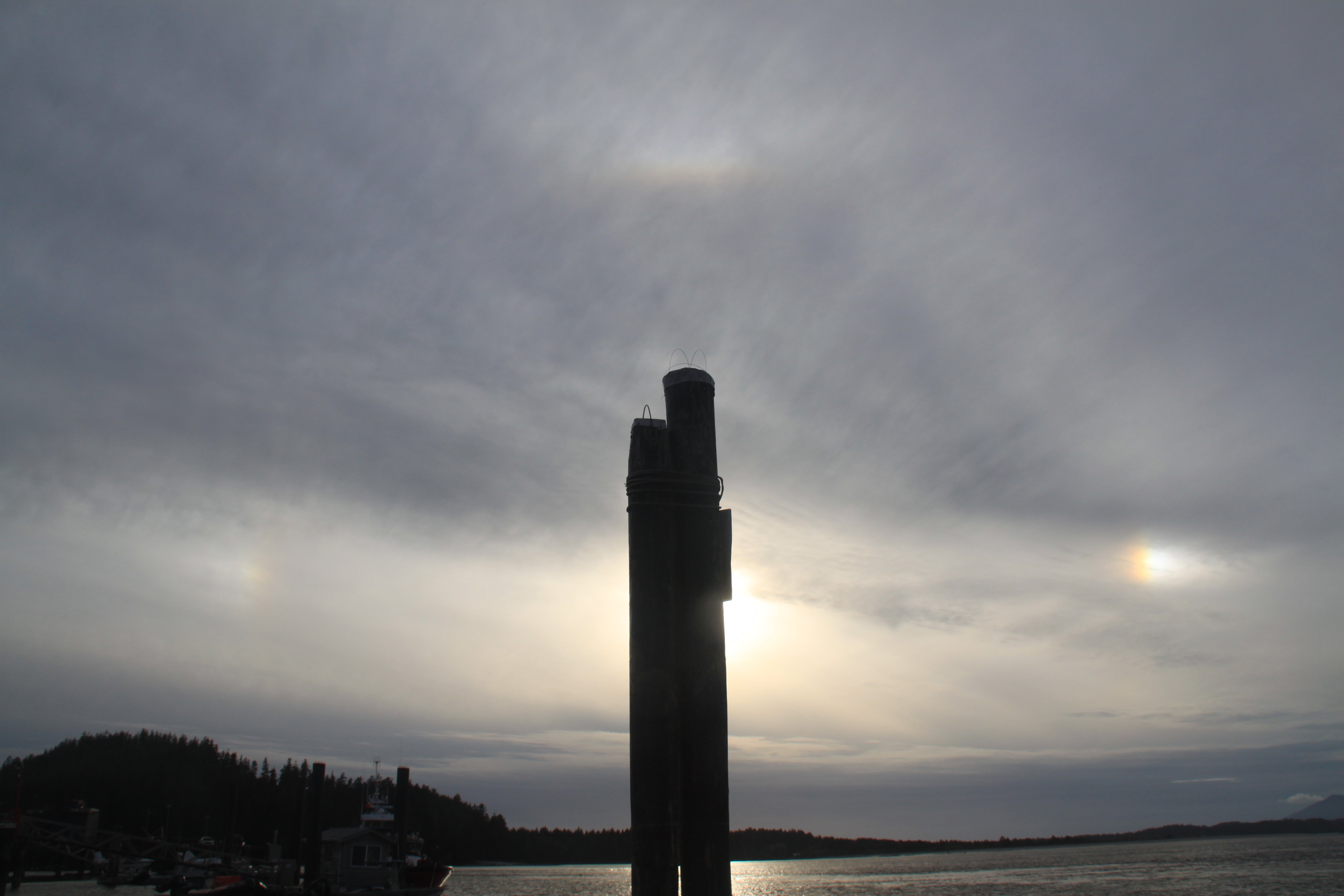
Zwei Nebensonnen und ein oberer Berührungsbogen in Tofino

Nebensonnen oder Parhelia (Einzahl Parhelion, von griechisch παρά pará, deutsch ‚neben‘ und ήλιος hélios – ‚Sonne‘) gehören zu den Haloerscheinungen. Sie sind als Lichtflecke in einem Abstand von etwa 22° links oder rechts, manchmal auch beidseitig, neben der Sonne zu sehen. Der Beobachter hat dabei den Eindruck, es befinde sich neben der Sonne jeweils eine zweite, schwächere. Im Englischen werden sie als die Sonne begleitende sun dogs (Sonnenhunde) oder als mock suns (mock für Nachahmung, Fälschung) bezeichnet.
Nebensonnen gehören zu den häufigsten Haloerscheinungen. Sie sind am europäischen Himmel an etwa 60 bis 80 Tagen im Jahr sichtbar.
Eine ähnliche Lichterscheinung kann man auch beim Mond beobachten. Den Nebenmond sieht man allerdings aufgrund der geringeren Lichtstärke seltener.
Obwohl Nebensonnen oft an Regenbögen erinnernde Färbungen aufweisen, dürfen sie nicht mit diesen verwechselt werden. Nebensonnen erscheinen in Sonnennähe, Regenbögen erscheinen auf der der Sonne gegenüberliegenden Seite des Himmels. Ursache für die optischen Erscheinungen sind im Falle der Regenbögen Wassertropfen und im Falle der Nebensonnen Eiskristalle.

## Entstehung

### Eiskristalle

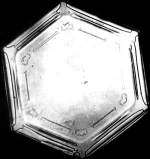
Plättchenförmiger Eiskristall

Nebensonnen werden durch Brechung von Licht in Eiskristallen hervorgerufen. Auch im Sommer herrschen in hohen Atmosphärenschichten Temperaturen weit unter dem Gefrierpunkt, so dass Wolken„tröpfchen“ dort in gefrorener Form als Eiskristalle vorliegen können. Zirren als besonders hohe Wolken bestehen stets ausschließlich aus Eiskristallen.
Atmosphärische Eiskristalle können sich je nach Temperatur und Luftfeuchte in einer Vielzahl verschiedener Formen bilden: sechseckige Platten, Säulen, Hohlsäulen, Pyramiden, Dendriten („Schneesterne“). Für Nebensonnen sind sechseckige („hexagonale“) Eiskristall-Plättchen verantwortlich.

### Niedrig stehende Sonne

Strahlengang in einem hexagonalen Prisma

Man betrachte zunächst einen in der Plättchenebene verlaufenden Lichtstrahl, der schräg durch eine der Seitenflächen in ein Plättchen eintritt und durch die übernächste Seitenfläche wieder austritt. Er wird beim Durchgang durch beide Seitenflächen gebrochen. Die Brechungswinkel an den beiden gegeneinander geneigten Seiten (diese schließen, verlängert gedacht, den Winkel ε = 60° ein) lassen sich auf dieselbe Weise berechnen wie beim Durchgang durch zwei Seiten eines Prismas. Je nach Eintrittswinkel nimmt der bezüglich der ursprünglichen Strahlrichtung gemessene gesamte Ablenkwinkel {\displaystyle \delta } des Lichtstrahls unterschiedliche Werte an. Der kleinstmögliche Wert {\displaystyle \delta _{\text{min}}} wird angenommen, wenn Eintritts- und Austrittswinkel gleich sind und beträgt
{\displaystyle \delta _{\text{min}}=2\left(\arcsin \left(n\cdot \sin \left({\frac {\varepsilon }{2}}\right)\right)-{\frac {\varepsilon }{2}}\right)\approx 22^{\circ }}
mit
| {\displaystyle n\approx 1{,}31}, mittlerer Brechungsindex von Eis, |                                                                         |
| {\displaystyle \varepsilon =60^{\circ }},                          | Prismenwinkel an der (hier gedanklich zu ergänzenden) brechenden Kante. |

Für größere wie auch kleinere Eintrittswinkel ist der Ablenkwinkel stets größer als dieses Minimum {\displaystyle \delta _{\text{min}}}. Da die Plättchen zufällig orientiert sind, kommen bei den Plättchen einer Wolke unterschiedliche Eintritts- und damit unterschiedliche Ablenkwinkel vor. Alle Ablenkwinkel sind aber größer oder gleich 22°, und da die Ablenkwinkel in der Nähe ihres Minimums nur gering vom Eintrittswinkel abhängen, wird – auch wenn alle Eintrittswinkel gleich häufig vorkommen – besonders viel Licht in eine Richtung von etwa 22° abgelenkt.
Ein Lichtstrahl, der das Beobachterauge ursprünglich verfehlt hätte, kann nach Ablenkung im Kristall
dennoch dort eintreffen. Diejenigen Plättchen, die das Licht durch Ablenkung um den Winkel {\displaystyle \delta } in das Beobachterauge lenken können, sind gerade diejenigen, die vom Beobachter aus gesehen den Winkelabstand {\displaystyle \delta } von der Sonne haben. Aus dieser Richtung kommend treffen die abgelenkten Lichtstrahlen das Auge und werden als Aufhellung am Himmel wahrgenommen.

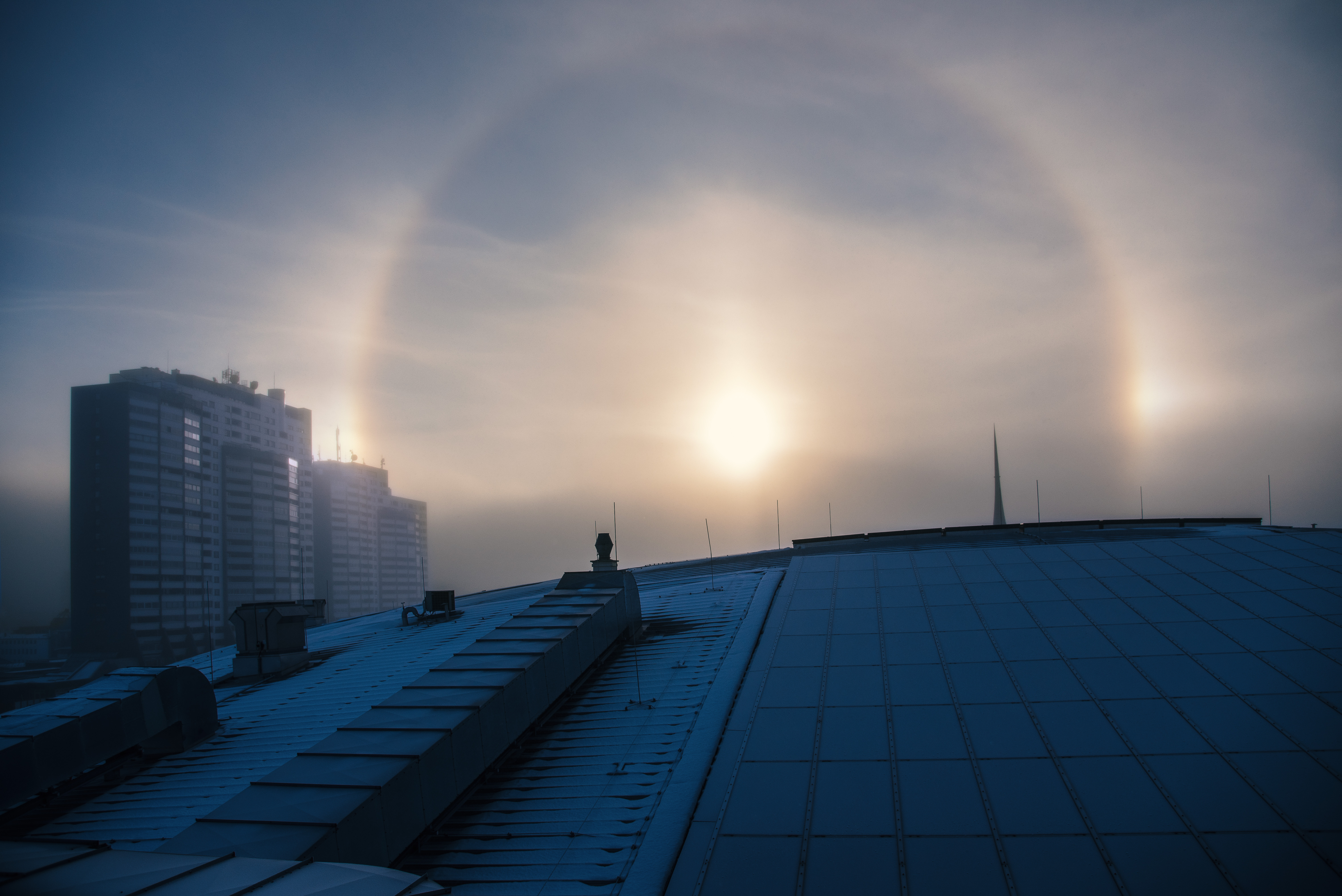
Beidseitige Nebensonnen als Aufhellungen eines 22°-Rings.

Sind die Plättchenebenen in der Wolke regellos orientiert (die Betrachtung beschränkt sich aber immer noch auf Plättchen, deren Ebenen parallel zum Lichteinfall liegen), erfolgt die Ablenkung {\displaystyle \delta } ebenso wahrscheinlich nach links wie nach rechts, oben oder unten. Ein Beobachter sieht also aus allen Punkten im Abstand {\displaystyle \delta } rings um die Sonne Licht bei sich eintreffen. Das Ergebnis ist ein leuchtender, die Sonne im Abstand {\displaystyle \delta } umgebender Ring. Da das meiste abgelenkte Licht im Abstand {\displaystyle \delta _{\text{min}}} = 22° von der Sonne sichtbar wird, entsteht ein 22°-Ring. Dieser Ring ist an der Innenkante relativ scharf begrenzt, da es keine Strahlen mit einer Ablenkung unter 22° gibt. Nach außen zu nimmt der Ring nur allmählich an Helligkeit ab. Dieser Bereich besteht aus den zunehmend weniger häufigen Lichtstrahlen, die um größere Winkel abgelenkt wurden.

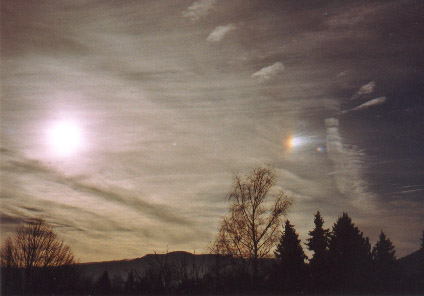
Rechte Nebensonne ohne Ring, mit deutlich erkennbarem „Schweif“ auf der sonnenabgewandten Seite.

In turbulenzfreier Atmosphäre richten sich die Plättchen bevorzugt in horizontaler Lage aus. Kommen neben regellos orientierten Plättchen gehäuft horizontal orientierte vor, wird das Licht bevorzugt in horizontaler Richtung nach links und rechts abgelenkt und zwei Stellen des 22°-Rings links und rechts auf Höhe der Sonne erscheinen besonders hell. Es handelt sich um Nebensonnen, die in diesem Fall lediglich hellere Stellen des 22°-Rings sind.
Wenn ausschließlich horizontal liegende Plättchen vorhanden sind, entsteht kein Ring und nur die isoliert stehenden Nebensonnen erscheinen. Aus denselben Gründen wie beim Ring haben die Nebensonnen sonnenseitig einen relativ scharfen Rand, während sie auf der sonnenabgewandten Seite oft in einen Schweif auslaufen.

### Hoch stehende Sonne

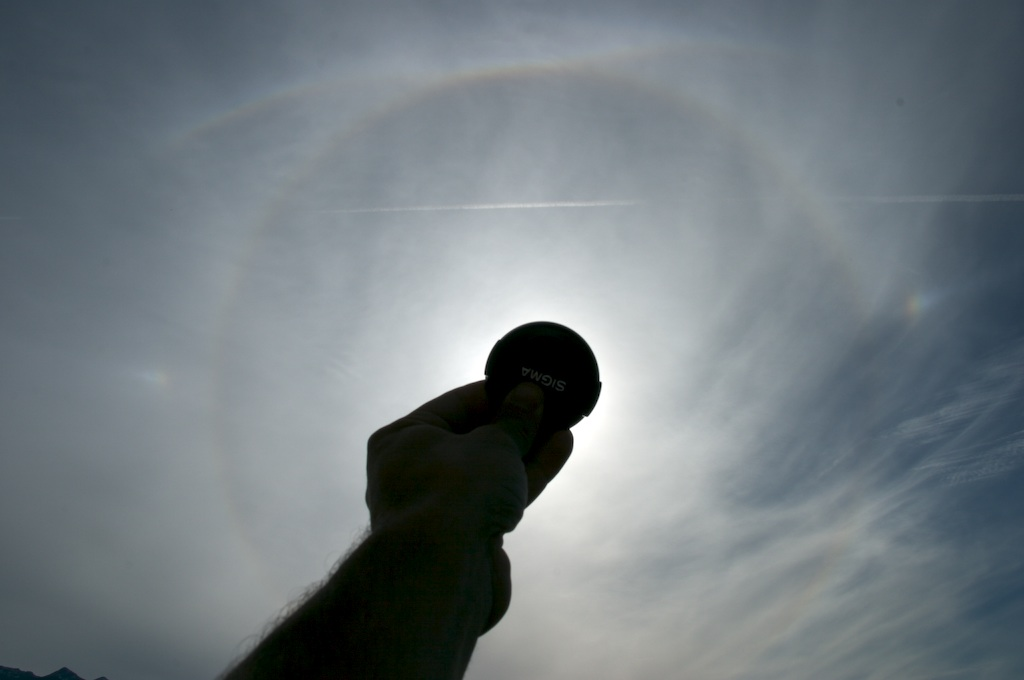
Bei höher stehender Sonne liegen die Nebensonnen nicht auf dem 22°-Ring (sofern vorhanden), sondern außerhalb. Der 22°-Ring weist auf diesem Bild zusätzlich einen oberen Berührungsbogen auf.

Bislang wurde nur die Situation betrachtet, in der die Lichtstrahlen parallel zur Plättchenebene in die Seitenfläche eintreten, was für horizontal orientierte Plättchen nur bei niedrig stehender Sonne möglich ist. Steht die Sonne höher – aber nicht höher als etwa 60° –, kann der Lichtstrahl nach wie vor an der übernächsten Seitenfläche eines horizontalen Plättchens austreten, aber es resultieren etwas veränderte Winkelverhältnisse. (Der jetzt nicht mehr zu den beiden Deckflächen parallele Strahl kann dabei an der Innenseite einer dieser Flächen reflektiert werden, was an den Brechungsverhältnissen aber nichts ändert.) Je nach Sonnenhöhe wird der minimale Ablenkwinkel und damit der beobachtete Winkelabstand des Lichtflecks von der Sonne größer. Die Nebensonne wird außerdem breiter und lichtschwächer.
Gleichzeitig mit den Nebensonnen kann auch hier ein Ring auftreten, der dann aber nicht von den horizontalen Plättchen verursacht wird. Er stammt von jenen Plättchen, die so geneigt sind, dass die abwärts geneigt einfallenden Sonnenstrahlen gerade parallel zur Plättchenebene verlaufen. Damit liegen hier wieder die im vorigen Abschnitt beschriebenen Verhältnisse vor und der Ring hat nach wie vor einen Radius von 22°. Die Nebensonnen, die jetzt von anderen Plättchen erzeugt werden als der Ring, liegen in diesem Fall also nicht auf dem Ring, sondern ein Stück außerhalb. Bei einer Sonnenhöhe von 10° liegen sie etwa ein halbes Grad außerhalb, bei 30° Sonnenhöhe drei Grad und bei 50° Sonnenhöhe fast elf Grad.

## Farben

### Erscheinung

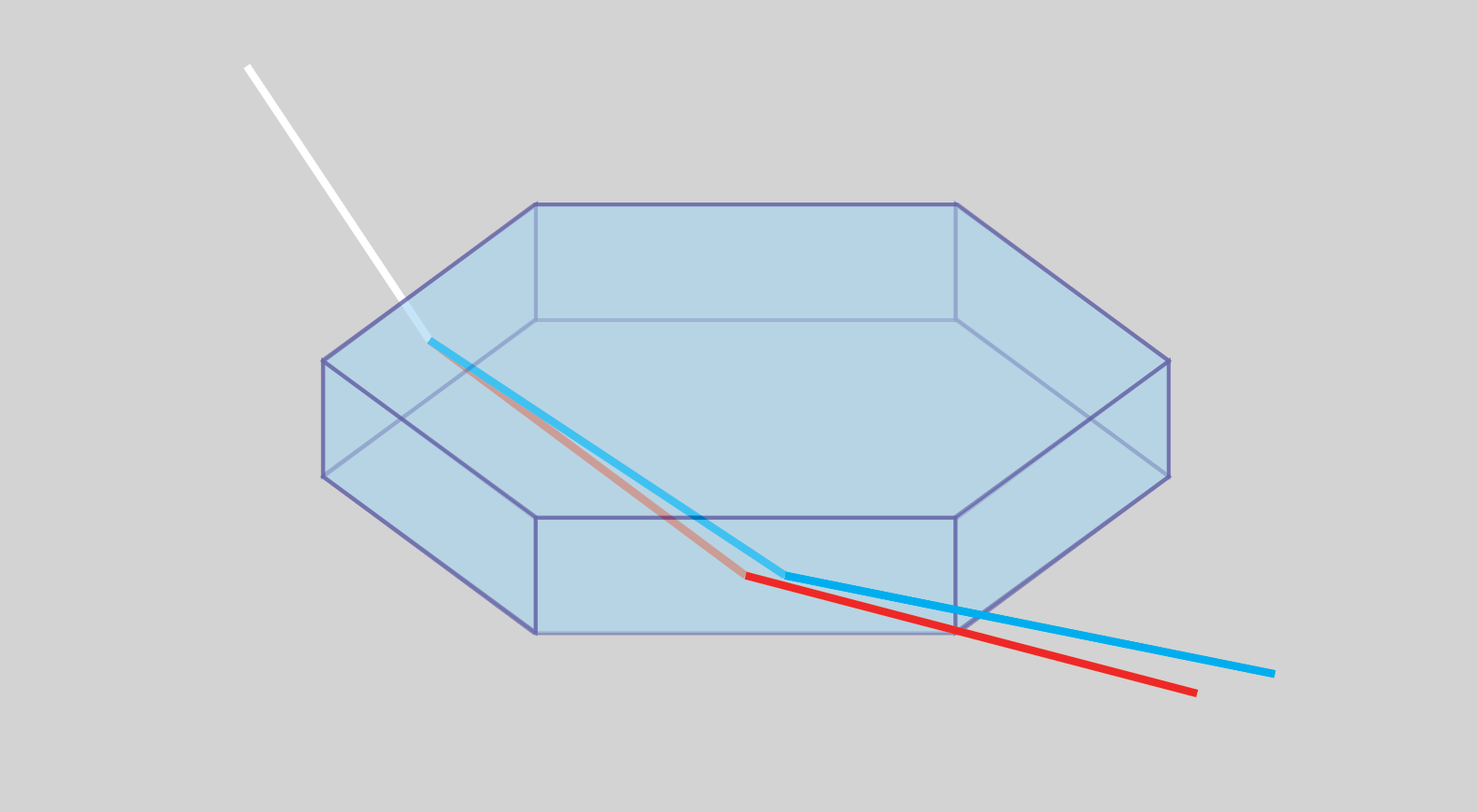
Rote Lichtstrahlen werden in einem Eiskristall um einen kleineren Ablenkwinkel gebrochen als blaue Strahlen, daher erscheint die sonnennahe Seite einer Nebensonne rot.

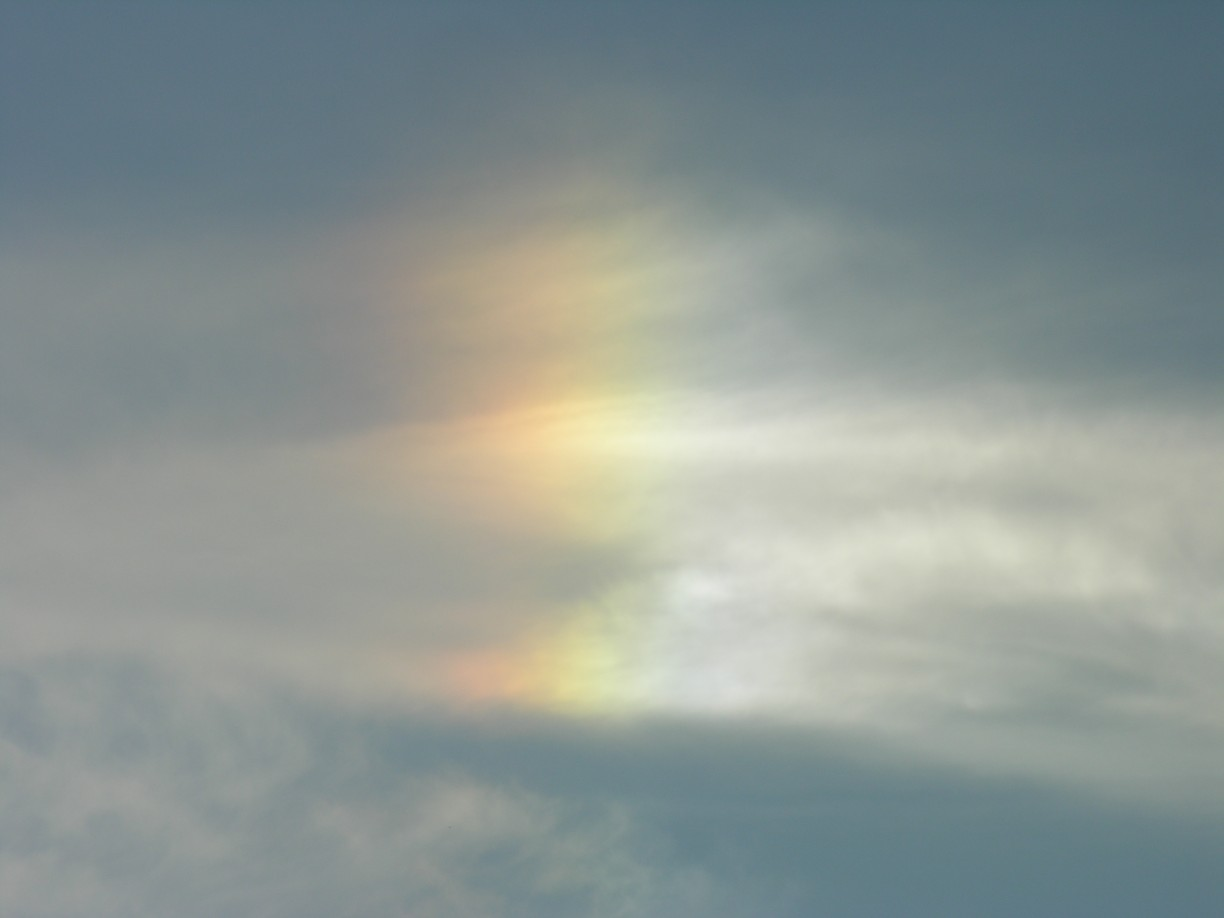
Rechte Nebensonne in regenbogenähnlichen Farben. Rot liegt an der Innenseite des 22°-Rings und der Nebensonne.

Nebensonnen können Färbungen aufweisen, die an einen Regenbogen erinnern. Es treten jedoch weniger und meist blassere Farben auf als beim Regenbogen.
Der sonnenseitige Rand einer Nebensonne ist rötlich gefärbt, daran schließt sich Gelb an. Es folgen aber im Gegensatz zum Regenbogen keine ausgeprägten Grün- und Blautöne. Die Nebensonne läuft in der Regel in einem weißlichen, allenfalls schwach bläulich gefärbten Schweif aus.

### Ursache
Die Farben werden dadurch verursacht, dass der Brechungsindex des Eises wellenlängen- und damit farbabhängig ist („Dispersion“). Der Brechungsindex variiert von n = 1,307 bei einer Wellenlänge von 650 nm (rot) bis n = 1,317 bei 400 nm (blau). Der minimale Ablenkwinkel {\displaystyle \delta _{\text{min}}} und damit der Sonnenabstand des Bereiches größter Helligkeit ist für blaues Licht damit um etwa 0,8° größer als für rotes Licht.
Die aus dem roten Anteil des Sonnenlichts gebildete Nebensonne erscheint dem Beobachter daher im geringsten Sonnenabstand. Die aus den anderen Farben gebildeten Nebensonnen schließen sich der Reihe nach auf der sonnenabgewandten Seite an. Da jedoch jede der farbigen Teil-Nebensonnen einen mehr oder weniger ausgeprägten, in die sonnenabgewandte Richtung verlaufenden Schweif besitzt, überlagert sich jede zusätzliche Farbe der Summe der Schweife der sonnennäheren Teil-Nebensonnen. Die rote Nebensonne als die innerste bleibt als einzige nicht-überlagert, die gelbe Nebensonne überlagert sich dem Schweif der roten, die grüne überlagert sich den roten und gelben Schweifen, und so weiter. Die blaue Nebensonne schließlich überlagert sich der Summe der Schweife aller anderen Farben, so dass sich als Summe aller Farben dort Weiß ergibt und lediglich ein leicht bläulicher Farbstich übrigbleibt.

### Vergleich mit dem Regenbogen

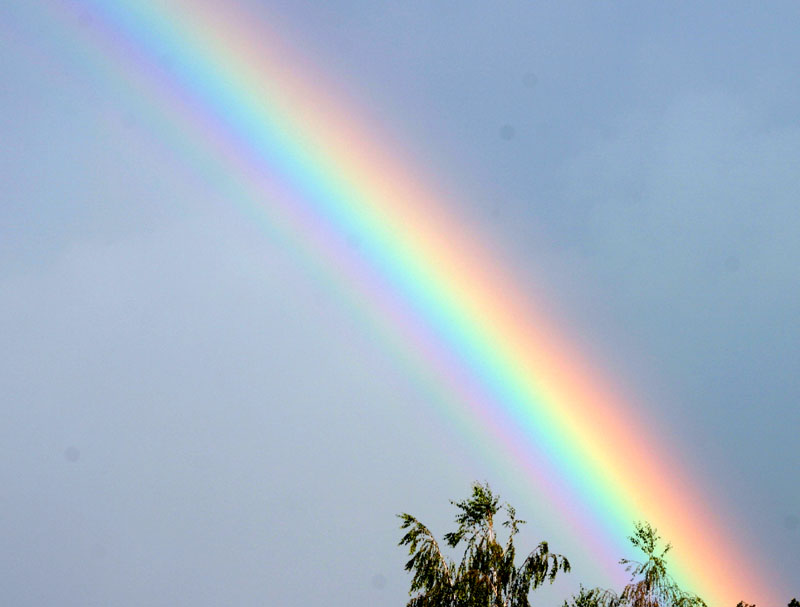
Rechter Schenkel eines Regenbogens zum Vergleich. Rot liegt an der Außenseite des Bogens.

Die Farbaufspaltung entsteht auf dieselbe Weise wie die am Regenbogen. Auch beim Regenbogen gibt es – obwohl Wassertropfen statt Eiskristalle und ein anderer Strahlengang vorliegen – einen je nach Farbe unterschiedlichen minimalen Ablenkwinkel, um den jeweils besonders viel Licht der betreffenden Farbe umgelenkt wird. Auch beim Regenbogen staffeln sich Einzelbögen der jeweiligen Farben nebeneinander und überlagern sich zu einem vielfarbigen Band. Wegen des anderen Strahlengangs sind die Schweife der einzelnen Farben jedoch weniger ausgeprägt, so dass die kompakteren Teil-Regenbögen sich weniger stark überlagern und die Farben deutlicher und abgegrenzter erscheinen als bei den Nebensonnen.
Da der minimale Ablenkwinkel {\displaystyle \delta _{\text{min}}} beim Regenbogen etwa 138° beträgt (statt 22° wie bei der Nebensonne), bildet der Regenbogen einen Kreis mit Radius 42° um den Sonnengegenpunkt, so dass die Sonne außerhalb des Regenbogen-Rings steht und die sonnennahe Seite des Regenbogens seine Außenseite ist. Sowohl beim Regenbogen wie auch beim 22°-Ring und den Nebensonnen liegt die rote Farbe jeweils auf der sonnennahen Seite, beim Regenbogen ist dies jedoch die Außenseite des Rings, beim 22°-Ring und den Nebensonnen ist es die Innenseite des Rings.

## Polarisation

### Polarisationsgrad
Sonnenlicht ist ursprünglich unpolarisiert, kann jedoch durch Brechung oder Reflexion in mehr oder weniger starkem Maße polarisiert werden. 22°-Ringe und Nebensonnen werden durch Brechung erzeugt und sind daher radial polarisiert. Der durch Brechung erzeugte Polarisationsgrad nimmt jedoch mit dem Brechungswinkel ab und beträgt für 22°-Ringe und Nebensonnen mit ihrem geringen Ablenkwinkel von 22° nur etwa 4 %, ist also – im Gegensatz zu anderen Haloarten – nicht direkt beobachtbar. Steht die Sonne höher als 45°, nimmt der Polarisationsgrad wegen des größeren Brechungswinkels zu, steigt aber nicht über 20 %.

### Doppelbrechung
Ein anderer, mit der Polarisation zusammenhängender Effekt kann jedoch leicht beobachtet werden. Eis ist doppelbrechend, hat also für Licht unterschiedlicher Polarisationsrichtung leicht unterschiedliche Brechungsindizes. Die Sonnenstrahlen werden beim Durchgang durch ein Eisplättchen daher nicht nur nach ihrer Farbe, sondern auch nach ihrer Polarisationsrichtung aufgespalten. Der radial polarisierte Anteil des Sonnenlichts wird im Eiskristall weniger stark abgelenkt als der tangential polarisierte. Die aus dem radial polarisierten Licht bestehende Nebensonne erscheint daher der Sonne um 0,11° näher als die aus tangential polarisiertem Licht bestehende. Der Winkelunterschied ist gering (er entspricht nur etwa einem Viertel des Monddurchmessers), kann aber durch Drehung eines Polarisationsfilters leicht festgestellt werden, wenn sich zum Beispiel markante Wolkenstrukturen als Bezugspunkt in der Nähe befinden.

## 120°-Nebensonnen

### Nebensonnen

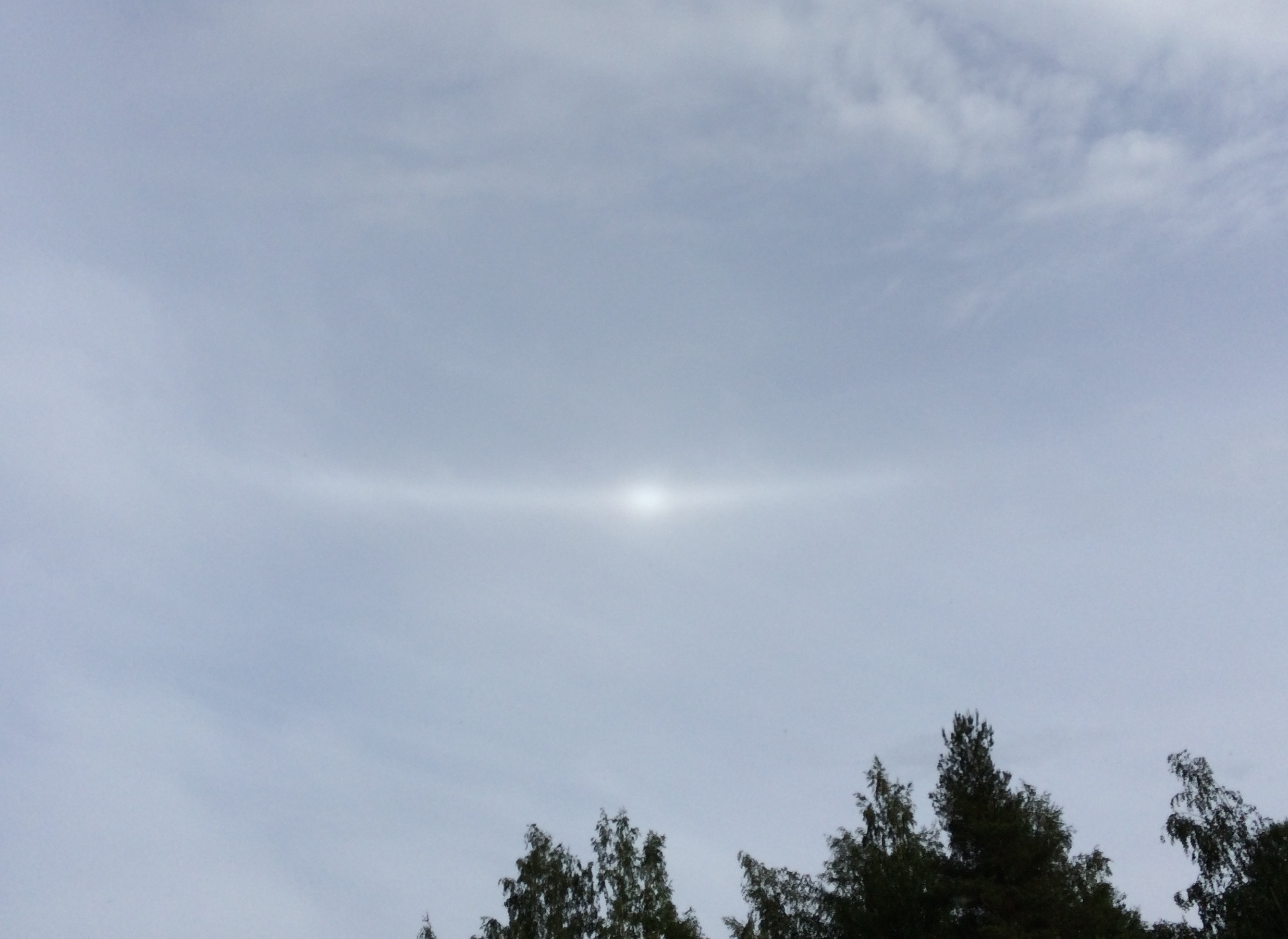
120°-Nebensonne mit einem Teil des Horizontalkreises. Beide entstehen durch Reflexion der Sonnenstrahlen an senkrecht stehenden Flächen von Eiskristallen.

Wesentlich seltener als die 22°-Nebensonnen – nämlich nur an ein bis zwei Tagen im Jahr – treten Nebensonnen auf, die sich ebenfalls auf der Höhe der Sonne, aber in einem Abstand von 120° zu ihr befinden („Paranthelien“). Sie erscheinen dem Beobachter als weißliche, farblose Flecken. Auch hier sind Eiskristall-Plättchen die Ursache, die Umlenkung des Lichtstrahls wird aber durch Reflexion statt Brechung bewirkt. Die Reflexion erfolgt an den senkrecht stehenden Seitenflächen horizontal liegender Eisplättchen. Ein durch die Deckfläche eines Plättchens eintretender Lichtstrahl wird zweimal intern an Seitenflächen reflektiert und so um 120° abgelenkt. Er verlässt das Plättchen durch die Bodenfläche unter demselben der Sonnenhöhe entsprechenden Winkel, mit dem er in das Plättchen eingetreten ist. Trifft er in das Auge des Beobachters, nimmt dieser einen Lichtfleck in derselben Höhe wie die Sonne, aber wegen der Lichtumlenkung in einer anderen Richtung wahr. Da die Reflexion nicht wellenlängenabhängig ist, findet keine Farbaufspaltung statt.

### Horizontalkreis
Erfolgt nur eine einzige Reflexion an einer senkrecht stehenden Kristallfläche, ist der Ablenkwinkel abhängig von der zufälligen Ausrichtung der senkrechten Fläche bezüglich der Lichtstrahlen, während der Neigungswinkel der Lichtstrahlen wiederum bei der Reflexion erhalten bleibt. Das Ergebnis ist ein farbloser Ring, der in Sonnenhöhe parallel zum Horizont liegt, ein Horizontalkreis. Die Eiskristall-Plättchen, deren Seiten nach doppelter Reflexion eine 120°-Nebensonne erzeugen, stellen gleichzeitig auch senkrechte Seiten für einfache Reflexion zur Verfügung, so dass 120°-Nebensonnen oft gemeinsam mit einem Horizontalkreis zu beobachten sind. Horizontalkreise können allerdings auch durch Einzelreflexion an senkrechten Flächen anderer Kristallformen entstehen, bei denen keine Doppelreflexionen wie bei den Plättchen möglich sind. Der Horizontalkreis erscheint dann ohne Nebensonne.

## Beobachtung

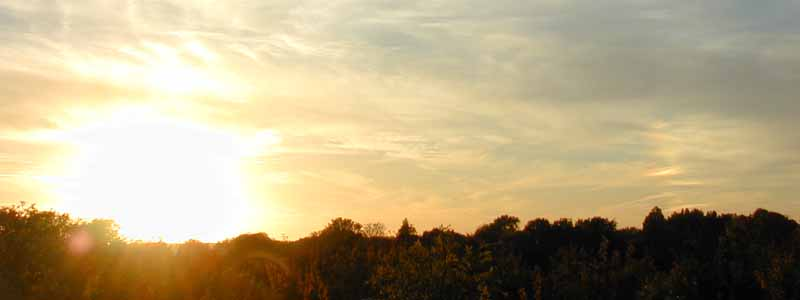
Oft treten Nebensonnen nur als unscheinbare Aufhellungen in Erscheinung. Links im Bild steht die Sonne, rechts eine schwache Nebensonne.

Nebensonnen setzen Eiskristall-Plättchen in der Atmosphäre voraus. Zirren bestehen stets aus Eiskristallen, wenn auch nicht unbedingt aus Plättchen. Befinden sich Zirren an den Punkten in 22° Entfernung links oder rechts der Sonne, so ist mit dem Auftreten von Nebensonnen zu rechnen, falls diese Zirren Plättchen enthalten.
Neben den typischen Feder- (Cirrus fibratus) und Schäfchenwolken (Cirrocumulus) können Zirren auch als transparente, diffuse und strukturarme Wolkendecke (Cirrostratus) auftreten. Die Anwesenheit von Eiswolken ist dann nicht immer offensichtlich, Nebensonnen sind aber möglich. Kondensstreifen können ebenfalls Eiskristall-Plättchen enthalten und Nebensonnen verursachen. Die Eiskristalle können sich auch in der Nähe des Beobachters befinden – Eiskristalle können beispielsweise bei hinreichend niedrigen Temperaturen als „Flimmerschnee“ oder „Polarschnee“ in der Luft schweben.
In vielen Fällen treten die Nebensonnen nur als wenig auffällige Aufhellung oder als eine leichte, meist rötliche Verfärbung in Erscheinung. Sie werden dann nur von Beobachtern bemerkt, die nach ihnen Ausschau halten. Für die meisten Beobachter beträgt der Winkelabstand zwischen den Spitzen von Daumen und kleinem Finger der gespreizten Hand am ausgestreckten Arm etwa 20 Grad, so dass mögliche Erscheinungsorte von Nebensonnen leicht bestimmbar sind.

## Galerie

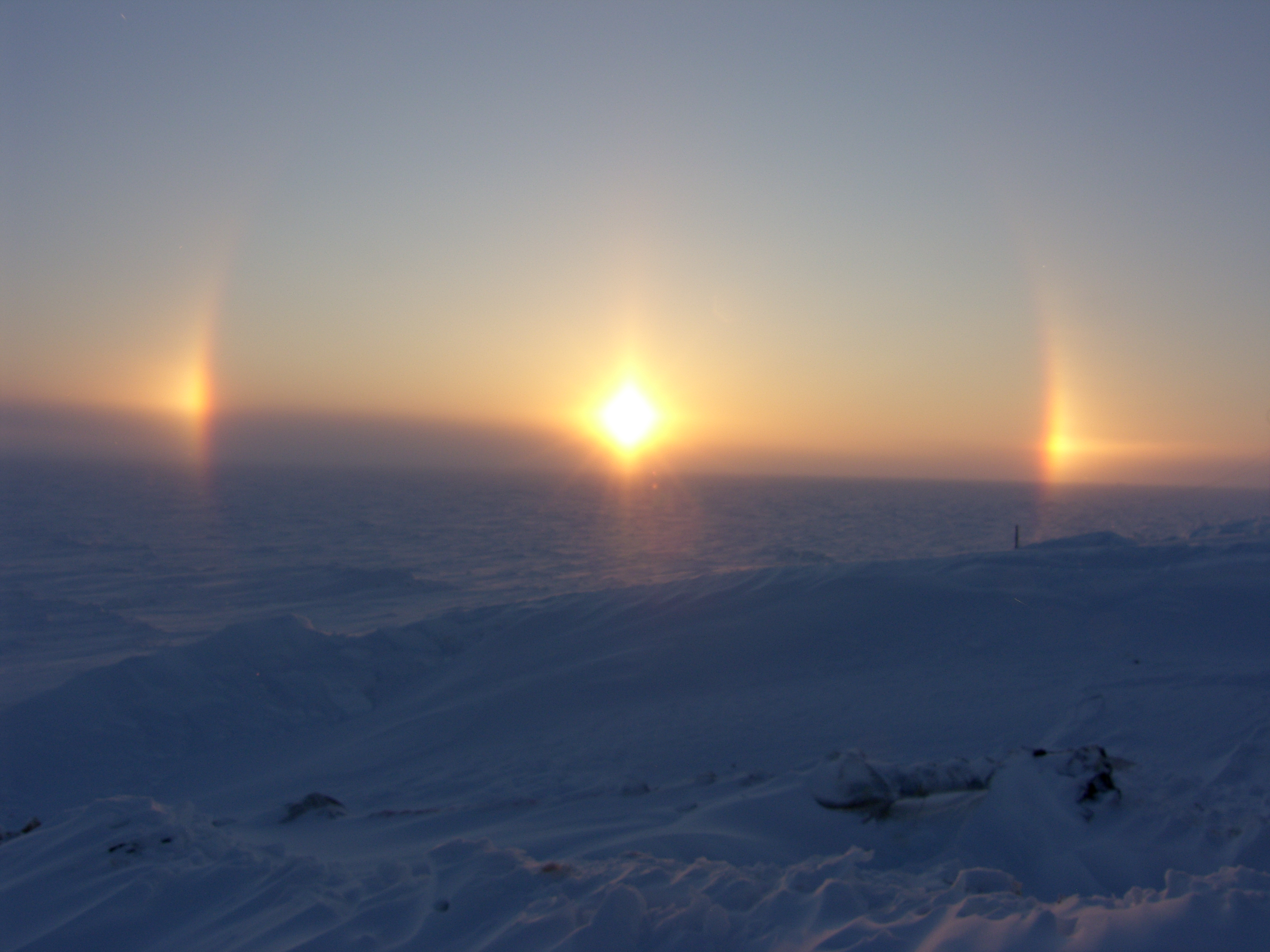
Beidseitige Nebensonnen in der Arktis
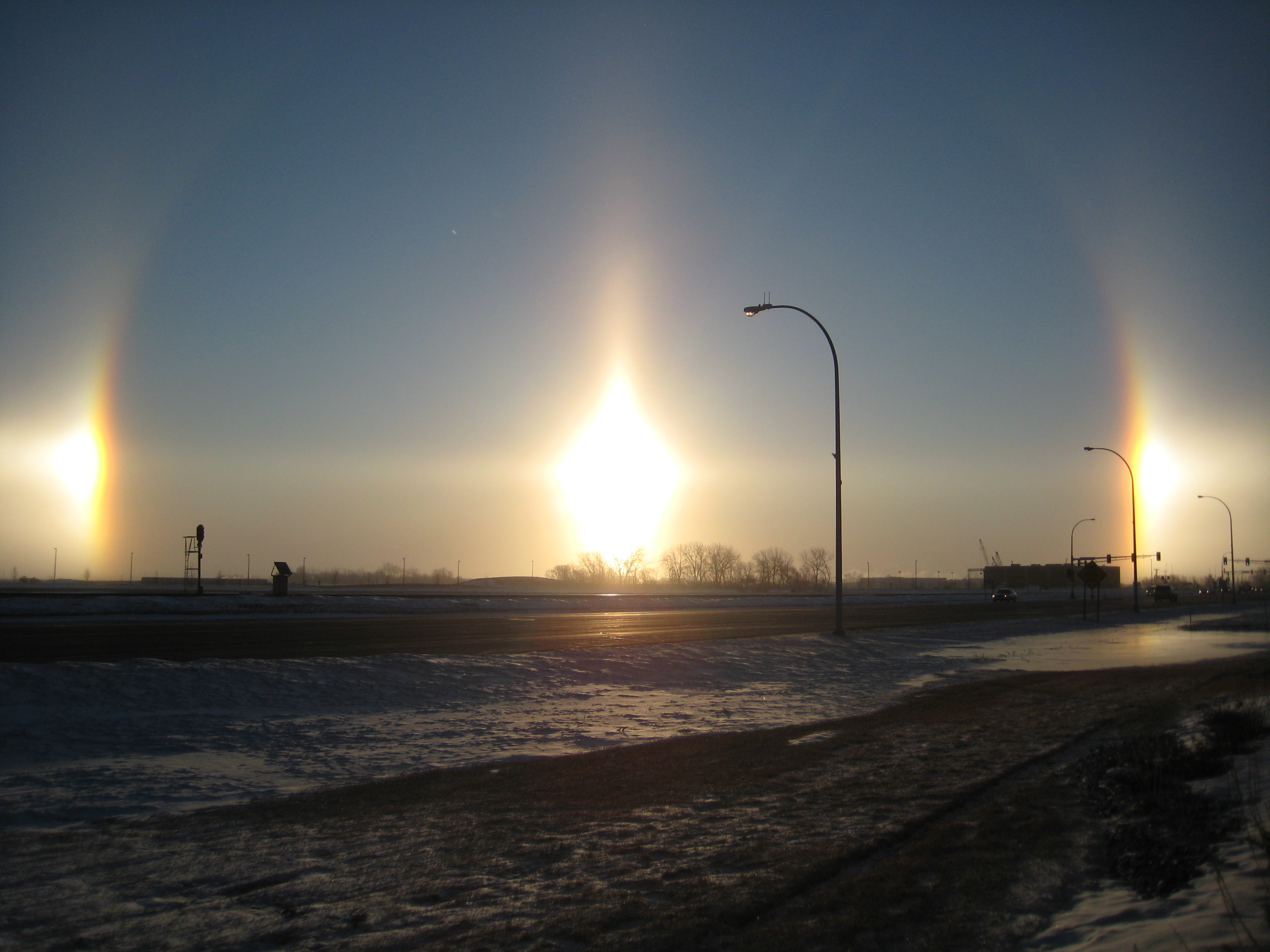
Beidseitige Nebensonnen in Fargo, North Dakota
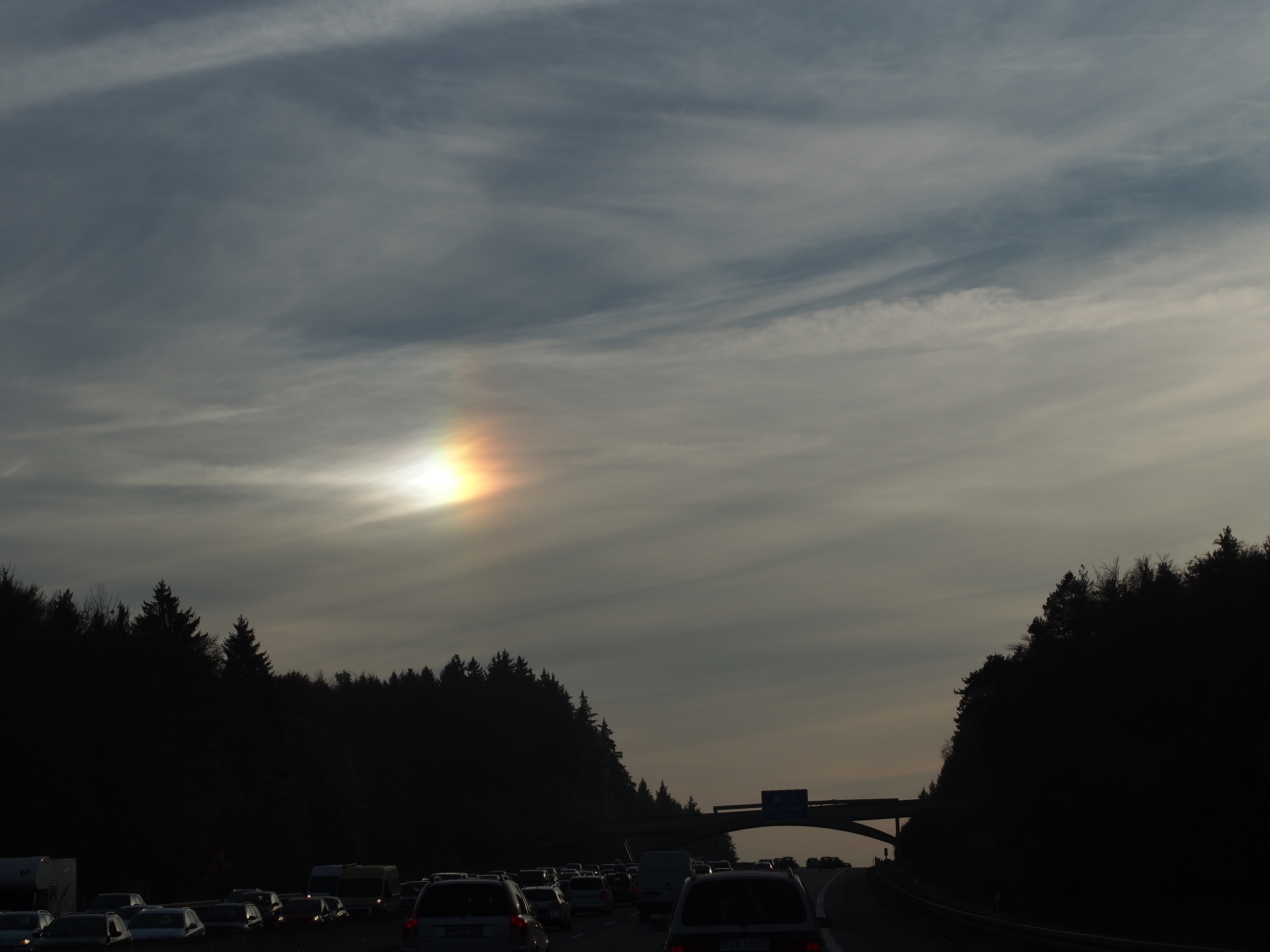
Ungewöhnlich helle linke Nebensonne
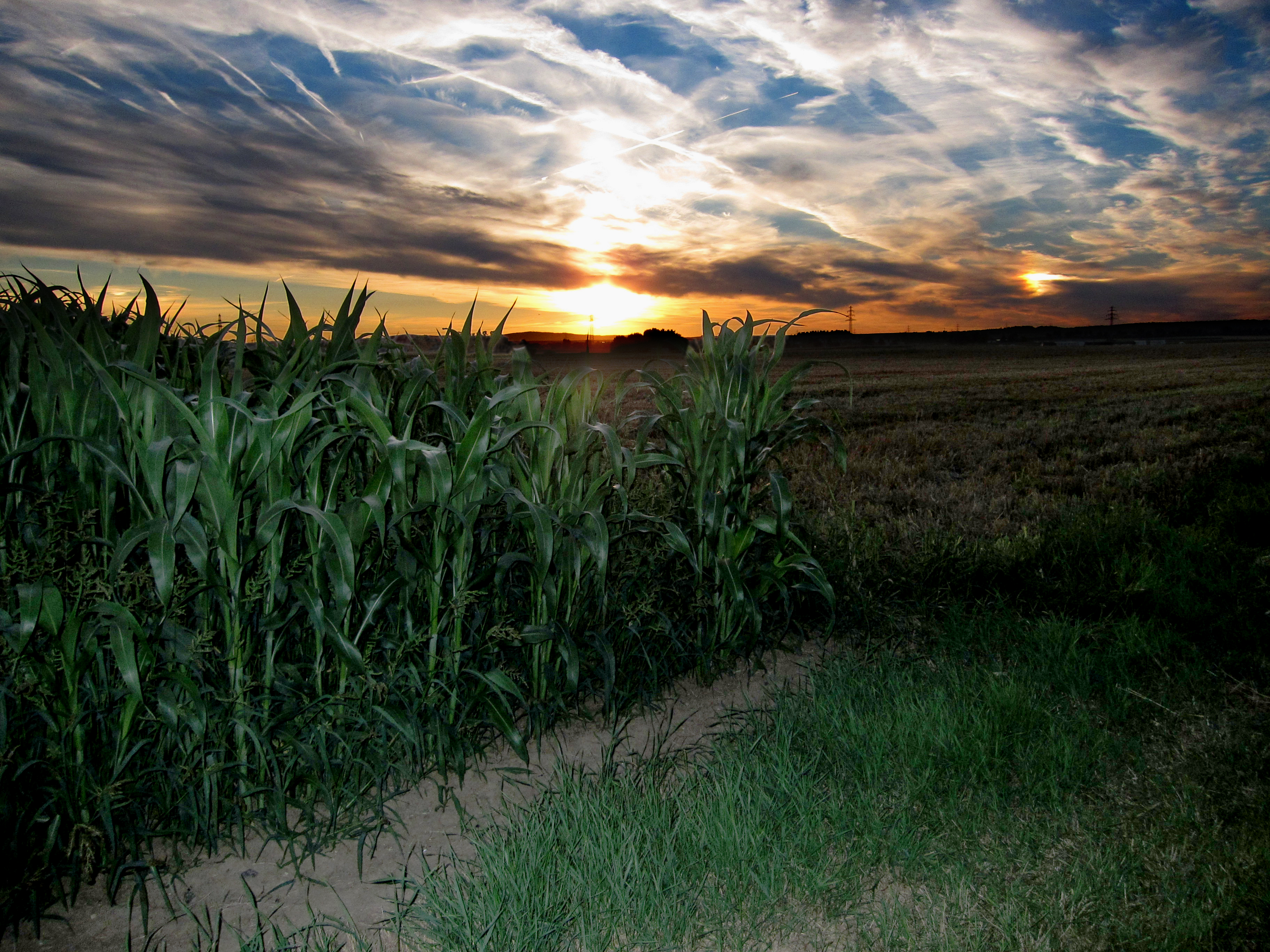
Nebensonnen bei Echzell, Hessen
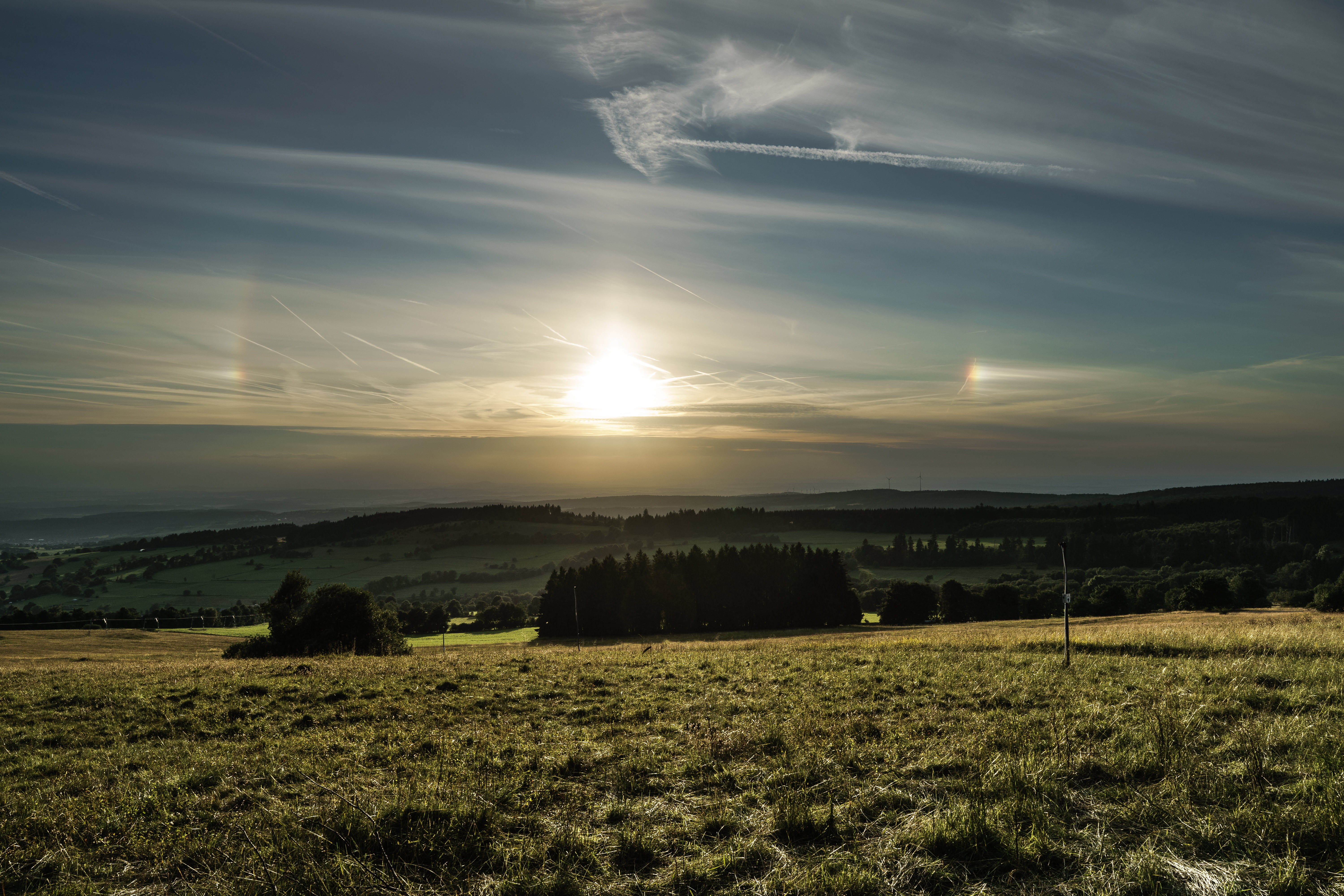
Nebensonnen am Hoherodskopf, Hessen
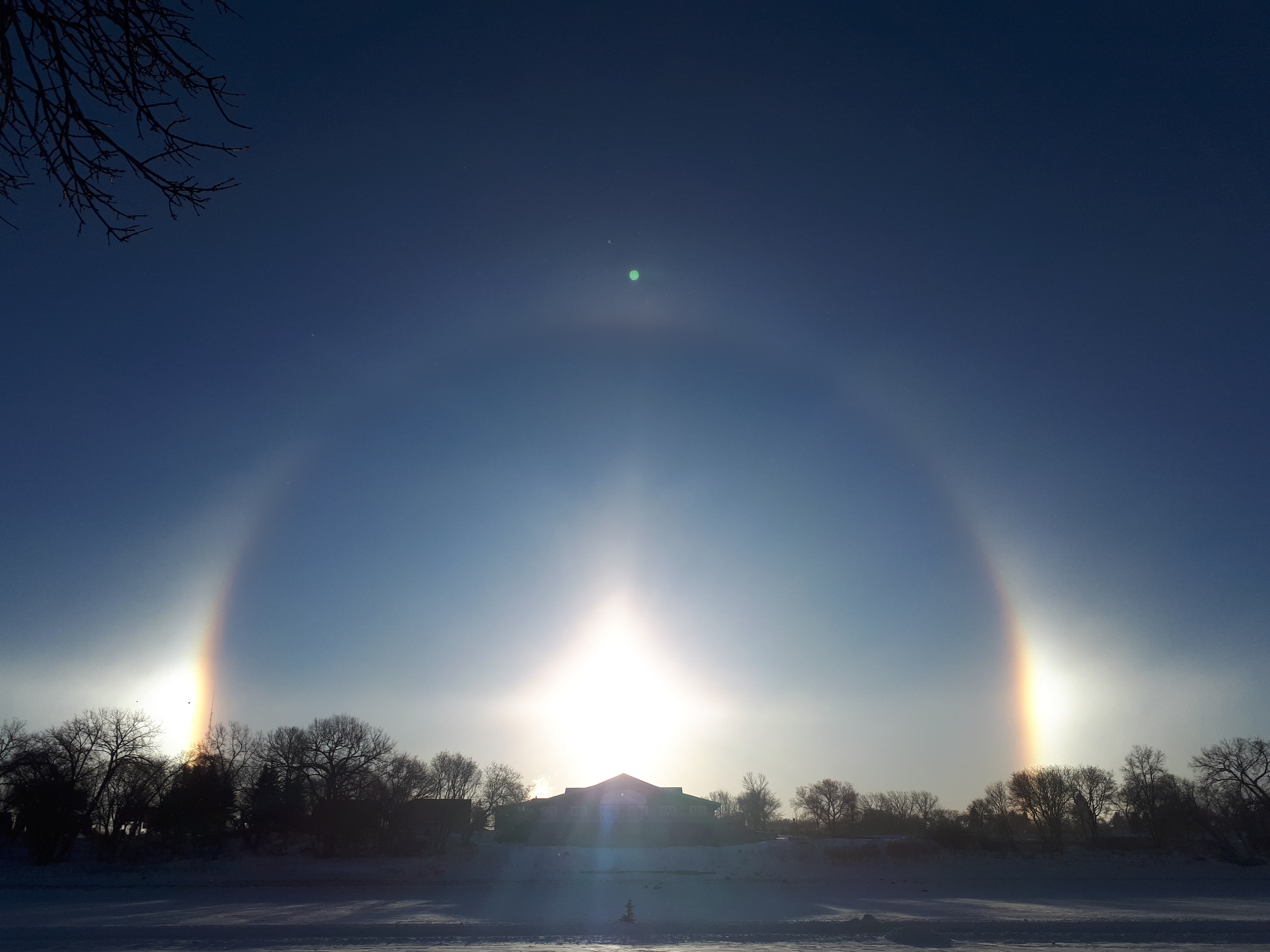
Nebensonne über dem Winnipeg Rowing Club in Winnipeg, Manitoba, Kanada

## Künstlerisches Symbol
- Das Bild der Nebensonne wurde in der Literatur der Goethezeit gern als künstlerisches Symbol benutzt; besonders bekannt wurde das von Franz Schubert als vorletztes Lied des Zyklus Winterreise, op. 89, vertonte Gedicht von Wilhelm Müller Die Nebensonnen („Drei Sonnen sah ich am Himmel steh’n …“).
- Vädersolstavlan (Nebensonnengemälde)